# Vilfan
Vilfan (včasih tudi Wilfan) je priimek več znanih Slovencev:
- Andrej Vilfan (1878—1927), mladinski cerkveni organizator, organist
- Andrej Vilfan (*197?), fizik (IJS)
- Boštjan Vilfan (*1939), računalnikar, univ. profesor
- Draško Vilfan (1914—1996), plavalec, zdravnik ginekolog, univ. prof.
- Ernest Vilfan (1903—1997), krščanski socialist ?
- Fran Vilfan (1874—1931), častnik trgovske mornarice, diplomat
- Gregor Vilfan (?—1721), zborovodja in organist v ljubljanski stolnici
- Hinko (Henrik) Vilfan (1908—1996), učitelj, lutkar, publicist
- Igor Vilfan (1906—?), pravnik, ekonomist
- Igor Vilfan (1945—2009), fizik
- Irena Vilfan-Bruckmüller, zgodovinarka, prevajalka
- Janez Krstnik Vilfan (?—1726), organist v ljubljanski stolnici, sin Gregorja
- Janko Vilfan (1862—1912), pravnik, narodni delavec, politik (župan Radovljice, Sokol, planinski delavec)
- Jela (Gabrijela) Vilfan (1906—1998), dekoraterka in kostumografka
- Jernej Vilfan (1941—2012), pisatelj, esejist, slikar, pesnik
- Josip Vilfan (1838—1907), pristaniški gradbenik
- Josip Vilfan (1878—1955), odvetnik, narodni delavec in politik
- Joža Vilfan (1908—1987), pravnik, politik in diplomat
- Jože Vilfan (*1947), novinar, urednik
- Marija Vilfan (1912—1994), novinarka, publicistka, političarka
- Marija Jamšek Vilfan (1945—2009), fizičarka
- Marjeta Vilfan, glavna tajnica Univerze v Ljubljani v 90. letih
- Mojca Vilfan (*1974), fizičarka
- Peter Vilfan (*1957), košarkar in poslanec
- Sergij Vilfan (1919—1996), pravni zgodovinar, arhivar, univ. profesor in akademik
- Simon Vilfan -"Škofjeloški" (1802—1881), duhovnik, zgodovinar, nabožni pisec, novomeški prošt
- Tugomer Vilfan, elektrotehnik, pisec učbenikov
- Živa Vilfan (*2003), judoistka